# Thông đuôi ngựa
Thông đuôi ngựa hay thông mã vĩ (danh pháp hai phần: Pinus massoniana Lamb, 1803, thuộc họ Thông (Pinaceae), ngành Thông (Pinophyta). Là loài cây nhập nội từ Trung Quốc.

## Phân loài

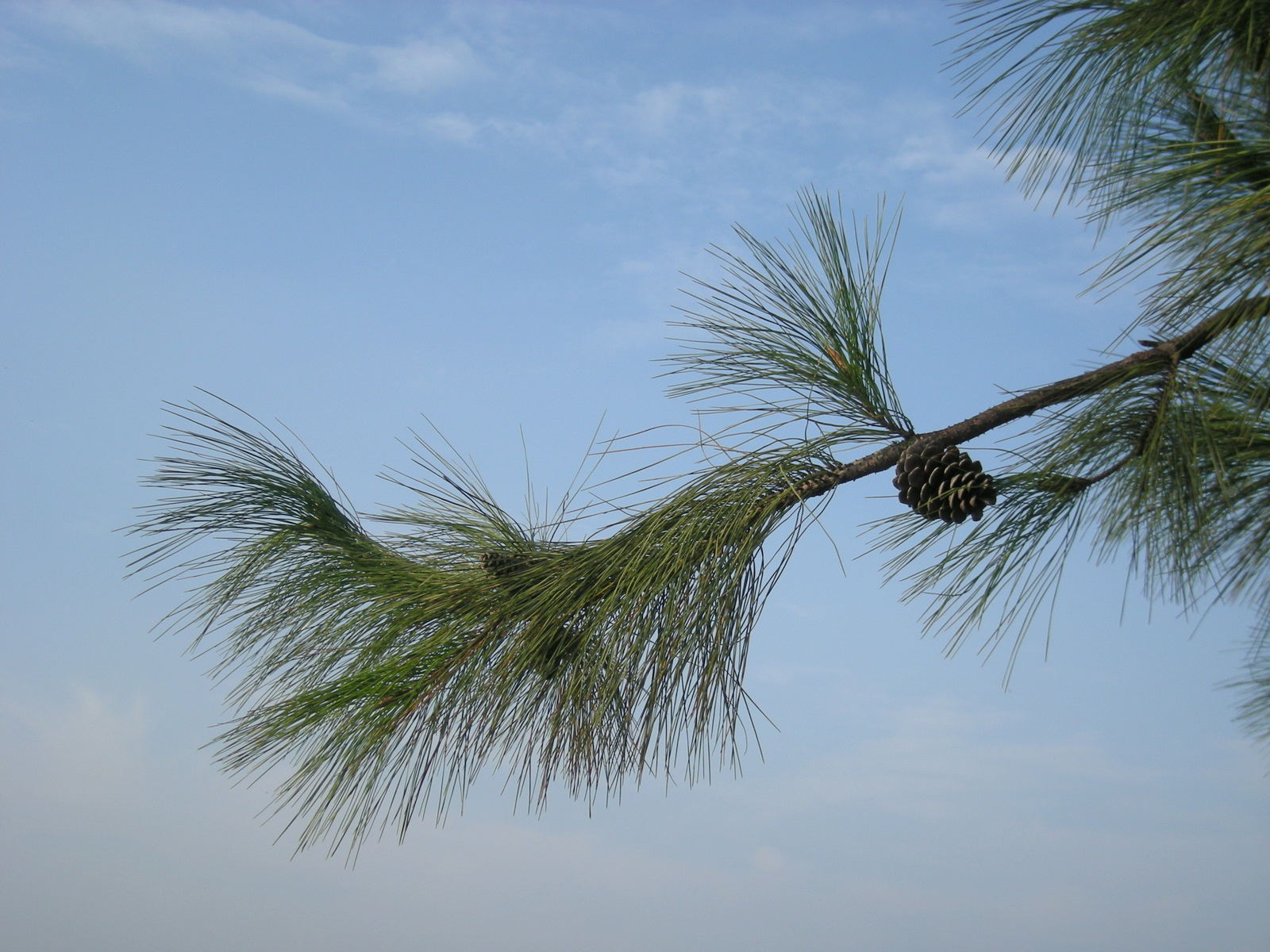

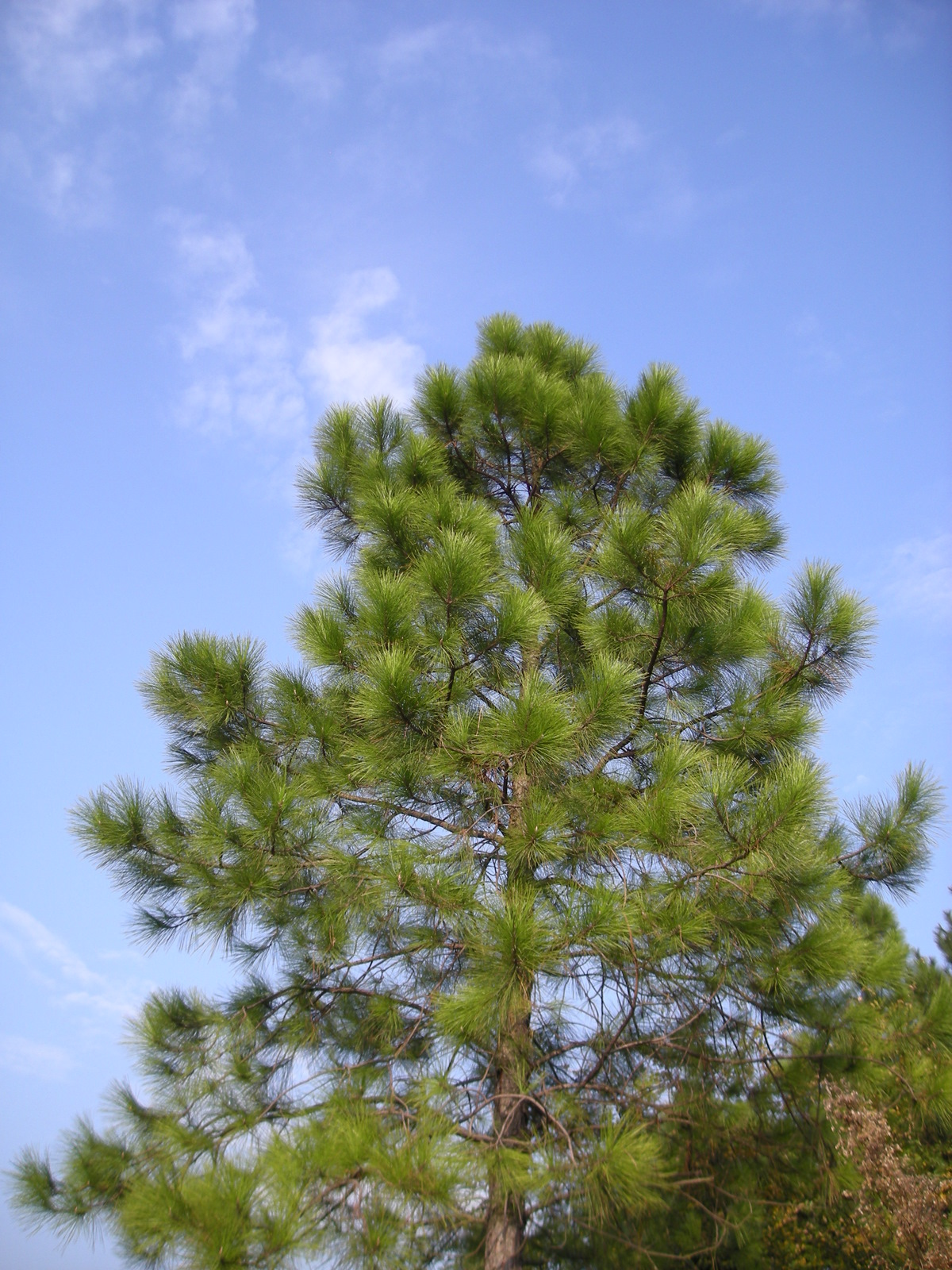

Theo một số học giả, loài thông này có ba thứ là:
- Pinus massoniana (Lamb.) thứ massoniana. Các từ đồng nghĩa: P. sinensis (D. Don trong Lambert 1828, P. nepalensis J. Forbes 1839, P. canaliculata Miq. 1861, P. calavierei Lemée & Lév. 1910, P. argyi Lemée & Lév. 1910, P. argyi thứ longe-vaginans Lév.; P. crassicorticea Y.C. Zhong & K.X. Huang 1990 (Wu và Raven, 1999).
- Pinus massoniana Lamb. thứ hainanensis Cheng & Fu 1975. (Không có đồng nghĩa). Thứ này chỉ có ở Hải Nam, Trung Quốc.
- Pinus massoniana Lamb. thứ shaxianensis D.X. Zhou 1991 (Theo Farjon (1998) thì nó là từ đồng nghĩa với thứ massoniana nhưng Wu và Raven (1999) vẫn duy trì tên gọi này).

## Đặc điểm nhận biết

### Thân cây
Cây gỗ lớn, có thể cao tới 40 m đường kính có thể trên 90 cm. Thân tròn, thẳng hình trụ. Vỏ màu sám hồng, nứt dọc, khi già bong mảng. Thân ít nhựa, nhựa thơm nhẹ. Phân cành cao.

### Lá cây
Lá hình kim, mọc cụm 2 lá ở đầu cành nhỏ, cành nhỏ mọc vòng xoắn ốc. Lá kim dài 15–20 cm, bẹ cành nhỏ dài 0,8 cm. Lá kim thường mềm, màu xanh vàng, cành non đầu lá thường có màu đỏ.

### Nón sinh sản
Nón đơn tính cùng gốc, nón đực hình bông đuôi sóc xếp sít nhau ở gần gốc chồi ngọn. Nón cái 3-5 cái thường mọc vòng trên đỉnh chồi ngọn. Phát triển trong 2 năm: năm đầu hình tráu xoan, màu tím chuyển dần sang xanh, năm thứ hai hình trứng rộng. Có kích thước: cao 4–5 cm, rộng 2–3 cm. Khi chín hóa gỗ. Cuống nón thường cong, dài 1 cm. Lá bắc không phát triển. Lá noãn phát triển thành các vẩy hóa gỗ, mặt vẩy hình quạt, trên mặt vẩy có gờ ngang nổi rõ, rốn vẩy hơi lõm và có gai. Hạt có cánh, phát tán nhờ gió.

## Sử dụng
Gỗ xấu, gỗ giác gỗ lõi phân biệt rõ, gỗ lõi màu nâu vàng, thớ gỗ thô phẳng, gỗ nhẹ (tỷ trọng 0,39-0,49). Gỗ dùng chủ yếu cho xây dựng, trụ mỏ, đóng đồ gia dụng, làm diêm, các công trình dưới nước. Gỗ chứa khoảng 62% là xenluloza và có thể dùng để sản xuất giấy và sợi nhân tạo. Nhựa là nguồn nguyên liệu cho một số mặt hàng trong công nghiệp và y tế.

## Phân bố
Cây ưa đất sâu, hơi chua, lạnh, nhiều nắng và độ ẩm cao, phân bổ từ đồng bằng tới cao độ 2.000 m, nhưng chủ yếu ở độ cao dưới 1.200 m.
Tại Việt Nam chủ yếu được trồng ở các tỉnh phía bắc từ Hà Giang, Cao Bằng, Lạng Sơn, Lào Cai tới Thanh Hóa, Nghệ An.
Tại Trung Quốc: các tỉnh An Huy, Phúc Kiến, Quảng Đông, Quảng Tây, Quý Châu, Hải Nam, phía tây Hà Nam, Hồ Bắc, Hồ Nam, phía nam Giang Tô, Giang Tây, đông nam Thiểm Tây, Tứ Xuyên, nam Vân Nam, Chiết Giang và tại Đài Loan.
Cây chủ yếu tái sinh hạt, không có khả năng tái sinh chồi.